# Audregnies
Audregnies est une section de la commune belge de Quiévrain, située en Région wallonne dans la province de Hainaut.
C'était une commune à part entière avant la fusion des communes de 1977. C'est un village qui fait partie du Parc naturel des Hauts-Pays et qui possède la plus grande place verte de Belgique (2 hectares).

## Étymologie
Des chartes de l’abbaye de Saint-Ghislain, datant de 975-1200, appellent cette localité Aldrinia, Aldrinioe, Aldrineoe, Audrignies, Audergnies. On y reconnaît le radical Aldr ou Audr qui est presque certainement un nom propre franc Aider ou latin Aldrinus; la désinence egnies ou ignies signifie une propriété, une habitation, ou, comme l’on disait dans le haut Moyen Âge, « un manse » (mansio). 
Audregnies, c’est donc la propriété d’Aider ou d’Aldrinus. Auderghem a le même sens. 

## Évolution démographique
- Sources : INS, Rem. : 1831 jusqu'en 1970 = recensements, 1976 = nombre d'habitants au 31 décembre.

## Histoire
La commune est traversée par la chaussée Brunehaut. On y a retrouvé des antiquités intéressantes, notamment un aqueduc belgo-romain, formé de tuyaux en poterie. Le château d’Audregnies, dont il ne reste plus que le souvenir, était une puissante forteresse qui appartint au XIIe siècle, ainsi qu’au XVe siècle, à la célèbre famille de Ville Strépy-Harchies. Alard de Ville fonda, en 1224, à Audregnies, un monastère de Trinitaires ou Mathurins qui se vouaient au rachat des chrétiens captifs dans les États barbaresques du Nord de l’Afrique.  
Pendant la première guerre mondiale, après la bataille de Mons du 23 août 1914, les comtesses Jeanne et Marie de Belleville, chez les bernardines (Cisterciennes bernardines d'Esquermes) françaises d'Audregnies, de même que la princesse Marie de Croÿ, au château de Bellignies, ouvrent des ambulances clandestines pour soigner les Anglais. Par la suite, elles vont entrer en résistance, dans le réseau d'Édith Cavell, cachant soldats et volontaires.  

## Patrimoine et culture

### Patrimoine architectural

#### L'Abbaye de la Trinité ou des Trinitaires
« L’Abbaye », comme l’appellent les habitants, est un long bâtiment de style tournaisien de la fin du XVIIIe siècle, à deux niveaux de 15 travées. Elle se situe au Nord de la grand-place sur laquelle elle s’ouvre par une jolie porte de pierre bleue datée de 1763 et frappée d’écus représentant, à gauche, la croix de l’ordre de la Trinité et, à droite, trois licornes sur croix pattée. À l’Est du bâtiment s’élèvent encore la grange et la porte du verger, millésimée de 1705, seuls vestiges de l’ancien monastère des Trinitaires.
En 1221, Alard de Strépy, seigneur d’Audregnies, Harchies et autres lieux, fonde avec sa femme Ide le couvent de la Sainte-Trinité au lieu-dit Fontaine du Maréchal, dans les bois. À cette époque, l’ordre des Trinitaires était à ses débuts. Il venait d’être créé par un provençal, saint Jean de Matha, qui mourut en 1213. Le nouvel ordre, en latin Fratres ordinis Sanctae Trinitatis et Redemptionis captivorum, s’inscrivait dans les préoccupations du moment. En effet, lors des croisades ou en mer, tant les Chrétiens que les Musulmans faisaient des prisonniers. L’Ordre avait donc pour but le rachat ou l’échange de captifs des deux rives méditerranéennes. On a pu chiffrer à 900.000 les prisonniers sauvés par les Trinitaires de 1200 à 1487 ! Très rapidement l’Ordre s’est développé et notamment dans le Nord de la France et en Belgique actuelle sans qu’on sache exactement pourquoi. Audregnies et Lens-sur-Dendre, près de Ath, sont les deux principaux monastères de nos régions. On connaît ainsi à Audregnies le nom d’un ministre (supérieur) du monastère, le Père François Gomelin, qui fit un voyage de rédemption en Afrique du Nord en 1700 en compagnie du Père Philémon de la Motte. Ils délivrèrent 69 prisonniers, furent reçus au retour solennellement à la Cour de France puis à Audregnies qui leur fit un triomphe. Peu de temps après, ils repartent et rachètent trente autres esclaves chrétiens dont M. Jean Martin possède encore la liste.

Les premiers seigneurs de la maison d'Audregnies-Strépy-Ville  portaient :"de gueules à cinq cotices d'or"
Après la mort d’Alard de Strépy, « l’Abbaye » se développa. En 1389, par exemple, Guillaume de Harchies, Grand Bailli de Hainaut, augmenta la fondation monastique où il finira par reposer avec sa femme Jeanne de Jausse. On pense qu’en 1507, le couvent déménagea, quittant les bois pour le flanc nord de la place, alors « grand trieu » ou « waressaix » dont la population érigée en commune et le seigneur d’Audregnies se disputaient l’usage. Au XVIIIe siècle, François Gomelin administra remarquablement le monastère, le rénovant sans doute. Une pierre frappée à ses initiales en témoigne encore. On possède deux représentations de ce nouveau couvent : l’une est une gouache faite à la demande du Duc de Charles de Croÿ par un peintre valenciennois, Adrien de Montigny, vers 1690; l’autre est une carte militaire d’Audregnies exécutée pour le Comte de Ferraris en 1771-1778. Ces deux documents, complétés de la Règle, nous permettent de nous faire une idée de ce que fut la Trinité sous l’Ancien Régime.
Les bâtiments sont simples; l’espace monastique est clos de murs. Il est divisé en trois parties : l’une à l’Est regroupe la cour, la grange et les écuries qui subsistent encore. Elle s’ouvre sur la place, c’est la partie plus séculière. À l’Ouest, une petite entrée aujourd’hui disparue permet d’accéder à la clôture : le bâtiment principal sur trois étages, dont le dortoir, puis plus loin le cloître au toit d’ardoise et la chapelle, sans transept. Derrière se trouve un verger. Notons sans doute l’existence d’une infirmerie dans la partie Est. On sait par ailleurs qu’il existait des caves-prisons, les seules de la région, et un souterrain qui reliait très probablement le monastère au château seigneurial. 
Au long des siècles, la « Trinité » eut bien évidemment une influence sur le village. Certes, on le voit sur un plan actuel, l’Abbaye n’a pas polarisé le village autour d’elle. Elle a en revanche fourni du travail à des habitants, secouru et aidé les villageois, dispensé les sacrements dans sa petite église et surtout introduit et développé le culte de saint Roch à Audregnies, culte qui donna lieu à de nombreuses festivités et processions jusqu’aux années 1980. En effet, l’époque était aux pestes et Roch, pestiféré lui-même, était réputé guérir et protéger de la maladie. En 1636, les Trinitaires de Douai font don du « chef vénérable » du Saint à leurs frères d’Audregnies. Deux os du crâne sont ainsi scellés dans un reliquaire en bois aujourd’hui conservé dans l’église paroissiale. Il était porté en procession par les moines à travers les rues depuis la chapelle conventuelle et ce, jusqu’en 1783.
En 1783, Joseph II, empereur d’Autriche et souverain de nos régions, décréta la suppression d’une série de maisons religieuses. Il posa alors la question de l’utilité des couvents des Trinitaires en Belgique. On lui répondit qu’en Barbarie, il y avait peu de captifs flamands et que, quand on les rachetait, on n’avait pas toujours recours aux Trinitaires. Cette réponse hâta leur suppression. Le greffier Patte fut chargé de la liquidation de la maison d’Audregnies où ne vivaient d’ailleurs plus que 7 pères. C’est ainsi que les images et ornements d’église furent donnés aux paroisses du diocèse, dont deux tableaux à l’église de Baisieux (Belgique), et le reste fut vendu. L’église et les communs furent détruits. On éleva à la place la longue bâtisse actuelle, une ferme qui intégra l’ancienne grange épargnée.
(Cette partie est un résumé extrait de : Jean-Bernard Lens, Fondation et avatars d’une institution médiévale : la Trinité à Audregnies, UCL, Hist 12, 1988-1989. On trouvera plus de renseignements dans Daniel Dereck, Le couvent des Trinitaires d'Audregnies, dans les Annales du Cercle d'Histoire et d'Archéologie de Saint-Ghislain, VII, 1995.)

## Personnalité née à Audregnies
- Charles Van Meer (1819-1865), peintre belge de scène de genre.